# Sick Cycle Carousel
«Sick Cycle Carousel» es el segundo sencillo de su primer álbum, No Name Face (2000) de la banda Lifehouse. La canción fue escrita por el cantante Lifehouse Jason Wade y Scott Faircloff, que dice que sintió la libertad al escribir canciones para el álbum. Los productores de discos estadounidenses Ron Aniello y Brendan O'Brien producen y mezclan la canción, respectivamente.

## Video musical
El video musical fue filmado en junio de 2001 en un hangar de aviones en el aeropuerto internacional de Los Ángeles y en una demostración de Lifehouse en Londres. Fue dirigida por Marcos Siega, que es más notable por su trabajo con Blink-182 y Papa Roach. En una entrevista con MTV, Wade habló de la idea detrás del video musical, y dijo: "Esto es lo más cerca que y probablemente nunca llegan a estar en un Tim Burton mundo de fantasía. Fue hecho en un verdadero "Jack y las habichuelas mágicas 'estilo. Y Marcos utiliza algunos trucos de cámara que hacen que se vea mejor. Desde lejos, el escenario parecía normal, pero cuando llegas más se acerque más pequeño y se pone enorme. Estábamos siendo filmado delante de esta librería que era como de 150 pies de altura. Es un viaje visual real. "Se estrenó el VH1.com el 27 de junio de 2001".
Comienza con un tiro de la cara de Wade y la introducción de la guitarra. Luego canta la primera línea de la letra, que es seguido por una transición a un niño acostado en una cama. A medida que el vídeo cambia entre Wade y el niño, se enfoca en el marco de la cama y se abre en otra área. El niño se ve entonces caminar alrededor de la nueva zona de mirar a su alrededor hasta que sube escaleras cercanas. Al ir por las escaleras, el vídeo cambia entre disparos del muchacho que suben las escaleras y Wade cantando las letras. Una vez por las escaleras, el niño mira a su alrededor y luego entra en una luz brillante que ve cerca. Camina a través del arco brillante en una habitación oscura como los interruptores de vídeo a Lifehouse tocando la canción. Después de esto, se cambia al muchacho como él mira hacia arriba y la cámara se aleja para revelar que él está en un gigante laberinto. Luego regresa de donde vino para descubrir que él está en una casa con Lifehouse jugando en la televisión. Luego salta de un alféizar de la ventana y aparece diminuta como él se acerca a un libro que es más grande que él. Luego pasa al Lifehouse a reproducir la canción como el niño se levanta en una silla que trasciende lentamente en su cama originales. El vídeo a continuación, se aleja en el niño acostado en su cama y luego cambia a la banda. Termina con el niño caminando en la oscuridad y el rostro de Wade mirando en el suelo.

## Promoción
El 10 de enero de 2001, MTV confirmó que Lifehouse serviría como teloneros en una gira de 14 días por Matchbox Twenty, que estaban promocionando su álbum Mad Season (2000). La gira comenzó 27 de febrero de 2001 en Minneapolis y finalizado el 29 de marzo de 2001 en Universal City. En julio de 2001, Lifehouse se fue de gira con 3 Doors Down como un acto de apertura en 12 fechas seleccionadas, y realizaron canciones de No Name Face, incluyendo "Sick Cycle Carousel". Antes se fueron de gira con 3 Doors Down, la banda fue en The Tonight Show con Jay Leno el 25 de junio de 2001 y realizó "Sick Cycle Carousel".

## Listado de canciones
- Australian CD single[1]

| N.º | Título                                   | Duración |  |
| 1.  | «Sick Cycle Carousel» (editado)          | 3:59     |  |
| 2.  | «Hanging by a Moment» (versión acústico) | 3:19     |  |
| 3.  | «What's Wrong with That»                 | 3:52     |  |

- European CD single[2]

| N.º | Título                                   | Duración |  |
| 1.  | «Sick Cycle Carousel» (álbum versión)    | 4:23     |  |
| 2.  | «Hanging by a Moment» (versión acústico) | 3:19     |  |
| 3.  | «Trying» (versión en vivo)               | 5:34     |  |
| 4.  | «Sick Cycle Carousel» (video)            | 4:23     |  |

## Puesto
| Listas (2001–2002)                   | Posición |
| ------------------------------------ | -------- |
| Países Bajos (Mega Single Top 100)   | 71       |
| Nueva Zelanda (Recorded Music NZ)    | 47       |
| Estados Unidos (Alternative Airplay) | 21       |